# Assunzione di Maria (Reni Lione)
L'Assunzione di Maria è un dipinto del pittore bolognese Guido Reni realizzato nel 1635-1640 e conservato nel Musée des Beaux-Arts di Lione in Francia.

## Storia
L'Assunzione di Maria è un tema ricorrente nell'opera di Reni, che trasse ispirazione in particolare da Raffaello. Il dipinto fu commissionato nel 1637 a Guido Reni dall'arcivescovo di Ravenna, cardinale Luigi Capponi, per apparire sopra l'altare della sua cappella personale nella Chiesa dei Filippini a Perugia. Fu sequestrato dall'esercito francese nel 1797, prima che lo Stato lo inviasse nel 1805 al Musée des Beaux-Arts di Lione.

### Altre opere similari
Reni ripropose questo schema, con varianti ogni volta di grande qualità, in dipinti successivi: nell'Assunzione di Maria nella Chiesa di Santa Maria Assunta a Castelfranco Emilia e in quella ora alla Alte Pinakothek di Monaco; nell'Immacolata Concezione di San Biagio a Forlì e in quella conservata al Metropolitan Museum di New York.

## Descrizione
Di stile barocco, il dipinto rappresenta, in tutta la sua altezza, la Vergine Maria che sale al cielo, con le braccia spalancate, le gambe immensamente lunghe, accompagnata da due putti che stanno all'altezza dei suoi piedi nudi. Il suo sguardo è rivolto al cielo mentre una luce dorata circonda il suo capo come simbolo della gloria che l'attende nella sua destinazione celeste. È vestita con un abito rosso parzialmente coperto da un indumento blu che volteggia come segno tangibile della sua ascensione. I colori utilizzati portano in tavola un tono intriso di morbidezza.